# Cancio Garcia

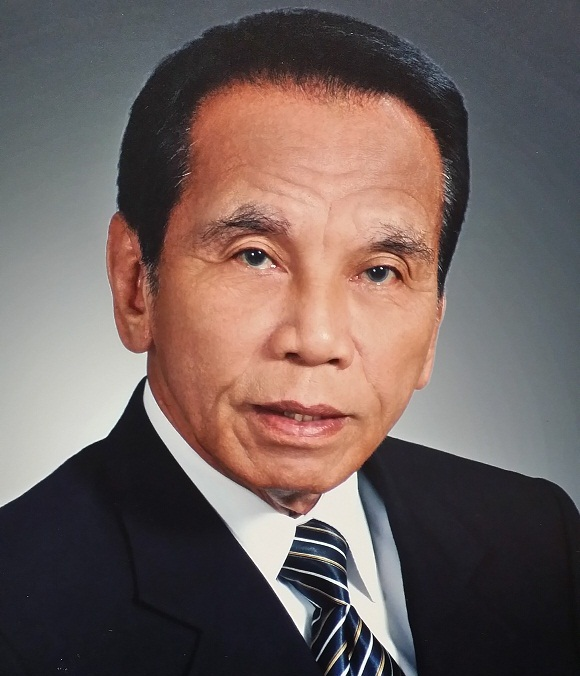

Cancio C. Garcia (Alitagtag, 30 oktober 1937 – 15 oktober 2013) was een Filipijns rechter. Garcia was van 2004 tot 2007 rechter van het Hooggerechtshof van de Filipijnen.

## Biografie
Cancio Garcia werd geboren op 30 oktober 1937 in Aligtagtag in de Filipijnse provincie Batangas. Hij was de jongste van vier kinderen van Juan Garcia en Benedicta Castillo. Garcia studeerde rechten aan de University of the Philippines en behaalde daar in 1961 zijn bachelor-diploma. Na zijn afstuderen werkte hij een jaar voor Macapagal Alafriz & Mutuc Law Offices. Aansluitend werkte hij tot 1972 als jurist op het kantoor van Malacañang. In deze periode voltooide hij in 1967 bovendien een master-opleiding bestuurskunde aan de University of Santo Tomas. 
Van 1972 tot 1974 was Garcia werkzaam als advocaat op het kantoor van de Solicitor General. Op 17 februari 1974 werd hij benoemd tot rechter in Caloocan. Negen jaar later volgde een benoeming tot rechter van de regionale rechtbank in Angeles en vanaf 1986 tot 1988 was hij rechter van een dergelijke rechtbank in Caloocan. In 1988 werd Garcia benoemd tot assistent van de Executive Secretary. Deze functie bekleedde hij tot hij op 17 december 1990 werd benoemd tot rechter in het Hof van beroep. De laatste anderhalf jaar van zijn periode in het Hof van beroep, van april 2003 tot oktober 2004 was hij tevens voorzitter van dit rechtscollege. Op 15 oktober 2004 werd Garcia door president Gloria Macapagal-Arroyo benoemd tot rechter in het Hooggerechtshof van de Filipijnen. Drie jaar later bereikte hij de wettelijke verplichte pensioenleeftijd van 70. 
In 2013 overleed Garcia op 75-jarige leeftijd aan de gevolgen van een hartaanval. Hij was getrouwd met Emeteria L. Reyes en keeg met haar vier kinderen